# Mitja Kunc
Mitja Kunc (* 12. November 1971 in Črna na Koroškem) ist ein ehemaliger slowenischer Skirennläufer. Er war auf die technischen Disziplinen Slalom und Riesenslalom spezialisiert, gewann im Lauf seiner Karriere ein Weltcuprennen und landete weitere fünfmal unter den besten drei. Bei den Weltmeisterschaften 2001 gewann er die Bronzemedaille im Slalom.

## Karriere
Der ausgebildete Polizist Kunc gewann im Januar 1990 beim Riesenslalom von Veysonnaz seine ersten Punkte im Weltcup. Der Durchbruch zur Weltspitze gelang ihm Mitte der 1990er Jahre, als er im Riesenslalom einige zweite Plätze erreichte. 1994 wurde er bei den Olympischen Winterspielen in Lillehammer Vierter, nur neun Hundertstelsekunden hinter seinem Teamkollegen Jure Košir. In der Kombination wurde er Siebter.
Seine sportliche Entwicklung wurde dann durch Verletzungen gestoppt. Erst Ende der 1990er Jahre konnte er als Slalomläufer wieder an seine früheren Erfolge anknüpfen. Am 27. Februar 2000 gewann er mit dem Slalom von Yongpyong das einzige Weltcuprennen seiner Karriere. Bei den Skiweltmeisterschaften 2001 in St. Anton errang er im Slalom die Bronzemedaille. Während der Saison 2001/02 folgten noch einige Topplatzierungen. Dann wurde er aber wieder durch Verletzungen gestoppt.
Kunc beendete seine aktive Laufbahn am 27. Februar 2005. Beim Slalom im heimischen Kranjska Gora ging er als Vorläufer an den Start. Mitten im Lauf stoppte er und verabschiedete sich von seinem Trainer Janez Šmitek. Vor der Ziellinie stoppte er ein zweites Mal und seine Teamkollegen trugen ihn in den Zielbereich.

## Sportliche Erfolge

### Olympische Winterspiele
- Albertville 1992: 23. Riesenslalom, 27. Super-G
- Lillehammer 1994: 4. Slalom, 14. Riesenslalom, 28. Super-G
- Nagano 1998: 18. Riesenslalom
- Salt Lake City 2002: 28. Riesenslalom

### Weltmeisterschaften
- Saalbach-Hinterglemm 1991: 6. Riesenslalom
- Morioka-Shizukuishi 1993: 17. Riesenslalom
- Sierra Nevada 1996: 5. Kombination, 14. Slalom, 14. Riesenslalom, 36. Super-G, 43. Abfahrt
- Vail/Beaver Creek 1999: 15. Slalom
- St. Anton 2001: 3. Slalom, 15. Riesenslalom

### Weltcup
- Saison 1999/2000: 8. Riesenslalomwertung
- Saison 2000/2001: 9. Slalomwertung
- Saison 2001/2002: 4. Slalomwertung

- 6 Podestplätze, davon 1 Sieg:

| Datum            | Ort       | Land     | Disziplin |
| ---------------- | --------- | -------- | --------- |
| 27. Februar 2000 | Yongpyong | Südkorea | Slalom    |

### Juniorenweltmeisterschaften
- Aleyska 1989: 11. Riesenslalom, 16. Super-G
- Zinal 1990: 3. Riesenslalom, 7. Abfahrt, 10. Slalom

### Slowenische Meisterschaften
Kunc gewann acht slowenische Meistertitel:
- 3× Riesenslalom (1992, 1993, 1996)
- 3× Slalom (1993, 2003, 2004)
- 2× Kombination (1993, 1996)